# Општина (термин)

Општина, опћина, обчина, обштина или обшчина су термини које неке словенске државе (укључујући Србију) користе за општину.
| Држава             | Једнина   | Множина   |
| ------------------ | --------- | --------- |
| БиХ                |           |           |
| Бугарска           | (обштина) | (обштини) |
| Хрватска           |           |           |
| Северна Македонија |           |           |
| Црна Гора          |           |           |
| Русија             | (обшчина) | (обшчини) |
| Србија             |           |           |
| Словенија          |           |           |